# 谷戸沢廃棄物広域処分場
谷戸沢廃棄物広域処分場（やとざわはいきぶつこういきしょぶんじょう）は、東京たま広域資源循環組合が設置する、廃棄物処理法で定められた一般廃棄物最終処分場。東京都西多摩郡日の出町大字平井字谷戸に所在する。多摩地域26市1町で処理された可燃ごみ焼却灰および不燃ごみの埋め立てが行われ、1998年（平成10年）4月に埋立が終了した。
この最終処分場には日の出町内から排出される廃棄物は搬入されていない。日の出町、あきる野市、奥多摩町、日の出町、檜原村は西秋川衛生組合を構成し、これら4自治体の廃棄物はあきる野市内にある廃棄物処理施設・最終処分場へ搬入されている。
なお本項では、谷戸沢廃棄物広域処分場での埋立終了後に日の出町に建設され、現在稼働中の二ツ塚廃棄物広域処分場（ふたつづかはいきぶつこういきしょぶんじょう）についても記述する。

## 概要
所在地は東京都西多摩郡日の出町大字平井字谷戸。廃棄物の埋立期間は1984年（昭和59年）4月から（1998年）平成10年4月6日まで。
埋立廃棄物は、日の出町及び近隣自治会との公害防止協定により以下に限定され、有害な処理困難物や廃家電などの受入はない。
- 可燃ごみの焼却残渣
- 破砕処理された不燃ごみ（15cm以下に粉砕されたもの）

処分場からの浸出水は処理施設で処理され、排水は日の出町が管理する下水道に放流される。埋立中および埋立終了後ともに、浸出水（埋立地内に降った雨水が廃棄物層を浸透して出てくる水）に含まれる重金属などの有害物質は不検出または基準値以下の状態にある。

### 施設
- 用地面積：約45.3ha
  - 開発面積：約31.7ha
  - 埋立地22ha、管理施設帯6ha、搬入道路3.7ha
  - 残存緑地面積：約13.6ha
- 全体埋立容量：約380万立方メートル
  - 廃棄物埋立容量：約260万立方メートル
  - 覆土容量：約120万立方メートル

### 建設工程
3期に分けて実施。総額約125億円（用地買収費、補償費用などを含む）
- 第1期：昭和57年7月～昭和59年9月
- 第2期：昭和59年5月～昭和60年8月
- 第3期：昭和60年7月～平成元年9月

## 歴史
1980年11月、設置主体となる東京都三多摩地域廃棄物広域処分組合が設立される（2006年4月、東京たま広域資源循環組合に名称変更）。
1984年4月より谷戸沢処分場における埋立事業開始。1984年4月から1992年までの13年間、地域振興費として年に3億円、その他の補助金が処分組合から日の出町へ交付された。その後は地域振興費として年に10億円、その他の補助金が交付されている。金額の引き上げ額については日の出町議会においても活発な議論が行われ、共産党や自民党、その他の議員による全員の賛成採決で10億円の要求額が決定した。
1996年に菅直人厚生大臣から環境調査の実施を指示する旨の文書が東京都清掃局へ通知された。東京都清掃局からこの通知を受け、処分組合は学識経験者からなる第三者委員会を設置、環境調査の実施とその評価を行った。また地元の日の出町も同様に第三者からなる専門委員会を設置して環境調査と評価を行った。いずれの調査においても処分場周辺の環境への影響がないことが確認され、処分場の適正な管理が認められた。
この菅直人厚生大臣や関係議員への要望は市民団体によるものであった。沢水の水質に異変があったことを発端として要望されたものであったが、調査の結果、異変の原因は処分場周辺の山地にある1つの住宅の屋外に設けられた洗濯機の排水と洗剤の泡であった。その後、原因となった住宅の洗濯機は撤去され沢水の水質は回復した。処分組合による調査報告は東京都清掃局を通じて厚生省（当時）へ報告されたが、菅直人厚生大臣から調査結果に対する評価が発せられることはなかった。
1998年4月に谷戸沢処分場における埋立終了（期間15年）。終了後は二ツ塚廃棄物広域処分場（後述）が建設され稼働している。
谷戸沢処分場では埋立終了後も廃棄物処理法に基づく環境調査、また循環組合と日の出町および地元自治会との公害防止協定に基づく環境調査が継続的に行われ、適正な施設管理と地元地域への報告がなされている。環境調査結果は四半期ごとに組合公式サイトに公表されている。循環組合からの補助金を活用した日の出町による環境調査においても、処分場敷地外の河川水や井戸水などにおいて環境影響はみられない。河川においてはホタルやカワセミの保全が行われ、その生息が安定的に確認されている。また定期的な自然環境調査の結果、植物のキンラン、国蝶であるオオムラサキ、フクロウなどの生物の生息が毎年確認されている。
処分場跡地には見学者用施設の「谷戸沢記念館」が建設され、最終処分場とその自然環境回復の取り組みについて学び、自然観察を行うための見学会が行われている。また、秋川消防署による緊急事態用の消防用ヘリコプター訓練や、五日市警察署による車両訓練用地としても活用できるよう提供されている。
2012年1月、最高裁判所判決が下される。周辺環境への影響はみられず、適正な管理運営が認定される。

## 補助金

### 地域振興費
- 東京たま広域資源循環組合から日の出町役場への交付金
- 3億円/年（昭和59年〜平成21年）
- 10億円/年（平成22年〜平成31年）
- 毎年、満額が日の出町役場に雑入されている。

### 日の出町花火大会
- 東京たま広域資源循環組合から日の出町役場への支援金
- 毎年100万円
- 平成25年度（2013年度）は降雨の影響により花火大会は中止となったが、地元市民の支援金も含めて日の出町役場からの還付金は0円であった。

### 漁協組合
- 東京たま広域資源循環組合から、日の出町役場が所属する秋川漁業協同組合へ補助金が交付されている
- 1450万円/年（過去、2000万円/年）
- 毎年、満額が漁協に雑入されている。
- なお、最終処分場からの排水は下水道へ放流され、河川へ放流されていない。

### 環境調査費
- 東京たま広域資源循環組合から日の出町役場への交付金
- 2000万円/年（上限額）
- 調査は、一般住宅の井戸水の水質、山地の沢水や河川の水質、一般交通量の騒音振動が行われている。

### 土地使用料
- 循環組合が所有する土地には、東京都庁、日の出町役場が所有している土地がある。
- 土地使用料として（処分場の底地の使用料）、日の出町役場への支払いは、年間2300万円程度である。
- なお、組合から東京都への土地使用料の支払いはない。

## 埋立終了後の跡地利用

### 自然回復
環境改善の措置と保全が毎年行なわれ、広葉樹とススキ野原を中心とした自然環境の復元が進んでおり、現在では国蝶のオオムラサキや、国内で絶滅の恐れがあるカヤネズミ、コサナエなどの生息が確認されている。また、谷戸沢処分場下流に生息するゲンジボタルを保全するための河川渇水対策として沢水雨水を溜める貯水池（清流復活の池）が造られ、2013年よりヘイケボタルが確認される。貯水池においては、葦やヤゴの保全が施されたビオトープが設けられる。またこの貯水池ではカワセミの飛来やカイツブリの営巣がみられるなど水辺環境の保全が行なわれている。トウキョウサンショウウオの保全は谷戸沢から敷地境界を越えたあきる野市山域まで広域な環境保全が行なわれている。2011年よりオオムラサキの放蝶会が毎年行なわれ、谷戸沢の自然回復を体験できる環境学習内容が設けられている。オオムラサキをテーマにした学習会は6月下旬から7月上旬まで実施され、多摩地域の小学校、一般見学者が参加できる。
近年では野鳥の観測が重点的に行なわれ、コチドリ、ホオジロ、キビタキ、ノスリ、フクロウの営巣と繁殖が確認されている。春季ではサシバの飛来、冬季ではルリビタキ、オシドリなどの季節鳥の生息が確認されている。処分場内は鳥の巣箱が設置され、自然環境との調和について毎年調査報告が行なわれている。2016年にフクロウによる営巣が確認された。フクロウを含めた自然回復に関する生態系の観察は、廃棄物処理施設としては先行した取組であったため、NHKなど複数の報道機関で、その内容が取り上げられる。フクロウ営巣用に設置された巣箱は、秋期から冬期にかけては、ムササビによる活用が確認されている。自然回復の定量的な観測として、巣箱に着目した生態移動の観測について、最終処分場の計画設計当時から継続して行われている。また、季節ごとの最新の知見については、見学者を対象とした説明会や、地元地域への定期的な報告などを通じて、学術機関と連携した報告も行われている。

### サッカー場・アクセス道路
埋立完了地の中央部にはグラウンドを整備し、少年野球の試合に活用されている。埋立完了地に天然芝のサッカー場が日の出町（東京都補助金活用）により整備され、日本サッカー協会の基準に基づく試合会場として国民体育大会（スポーツ祭東京2013）女子サッカーの試合が開催された。スポーツ祭東京2013の開催期間中は、日の出町役場からの要望により、道路沿線に花壇が循環組合により設けられた。
天然芝サッカー場の整備にあわせ、相沢沖覆土材敷地内に道路（アクセス道路）が整備された。この道路は日の出町役場が管理する町道に接続された。そのため、この道路区間のみが循環組合により管理されている。覆土を運搬するために設けられた道路であるが、8時30分から20時まで一般車（2トン車以下の車両）が通行できるよう開放されている、舗装の施工は、大型車が通行する路盤施工となっているが、一般車両が通行するのがほとんどという状況である。道路完成後の周知期間中は安全性を確保するため、循環組合により警備員が配置された。道路には不自然な間隔で工事用ガードレールが置かれているが、これは工事期間中に日の出町役場の主要幹部からの要望があったためである。

### 谷戸沢記念館
平成16年5月に当時の管理センターを改修し、見学者用施設として谷戸沢記念館がオープンした。平成24年3月に展示室がリニューアルし、自然環境との調和について学術的な調査結果も閲覧できる。平成26年5月に谷戸沢処分場30周年記念の式典が行われた。
循環組合は、谷戸沢記念館を環境学習の場として提供している。廃棄物の排出抑制、自然環境との調和についての環境教育にも力をそそぎ、埋立終了後の処分場としての有効活用が図られている。また、日の出町役場から推薦を受けた第三者からなる環境指導員制度を導入し、谷戸沢処分場建設までの経緯や処分場埋立終了後の自然環境回復を見学者が学べるように取り組んでいる。夏季と秋季に一般見学者を応募した季節見学会において夏季は野鳥の飛来、秋季は虫の鳴き声（カンタン等）の観察などが行なわれている。

### 谷戸沢サッカー場
- 埋立最終処分場の第1期埋立地に建設された天然芝のサッカー場が市民により活用されている。
- このサッカー場は、日の出町役場が、東京国民体育祭に合わせ、東京都補助金の活用により建設された。
- 天然芝のサッカー場の維持管理費用は、日の出町予算において、1600万円/年が計上されている。
- 使用料金（処分場の上地の使用料）は、一般市民が、1000円/時間または、6000円/時間　を日の出町役場へ支払う。
- 土地料金（処分場の底地の使用料）は、循環組合が、処分場建設以来、日の出町役場へ約2300万円/年を支払う。

## 二ツ塚廃棄物広域処分場
二ツ塚廃棄物広域処分場（ふたつづかはいきぶつこういきしょぶんじょう）は、西多摩郡日の出町大字大久野字玉の内にある最終処分場で、谷戸沢処分場の埋立完了に伴い事業が開始された。廃棄物処理法で定められた2つの施設（最終処分場、エコセメント化施設）が稼働している。
最終処分場では、不燃ごみ埋立のみが行われる。不燃ごみを搬入する廃棄物運搬車両は、1.1台/日の規模となっている。循環組合を構成する市町村から排出された不燃ごみは、各市町村の施設において15cm以下に粉砕された後、二ツ塚処分場に不燃ごみが搬入される。廃棄物は運搬車両から積み降ろし、展開検査された後、埋立て覆土される。
循環組合を構成する市町村が管理する可燃ごみ焼却施設から排出された焼却灰は、二ツ塚処分場の敷地内にある焼成処理施設東京たまエコセメント化施設でリサイクルされエコセメントが製造される。エコセメントは主に多摩地域において建設用資材として活用されている。大型施設での活用事例として東京駅や東京スカイツリーがある。
二ツ塚処分場の建設差し止め住民訴訟は、2016年2月に最高裁判所で結審し、二ツ塚廃棄物広域処分場、東京たまエコセメント化施設とも適正な管理運営が認定された。市民団体による複数訴訟がなされたが長期間に渡る裁判は全て集結した。その訴訟対応に要した費用は1億円を越え、市民による行政訴訟のあり方も議論となった。

## 多摩地域の最終処分場
東京都内（多摩地域）で埋立中の内陸型最終処分場は2つである。
- 西秋川衛生組合　第2御前石最終処分場

かつては第1御前石最終処分場が稼働していたが、平成13年3月に埋立を終了している。
- 東京たま広域資源循環組合　二ツ塚廃棄物広域処分場